# Kurganhypotesen

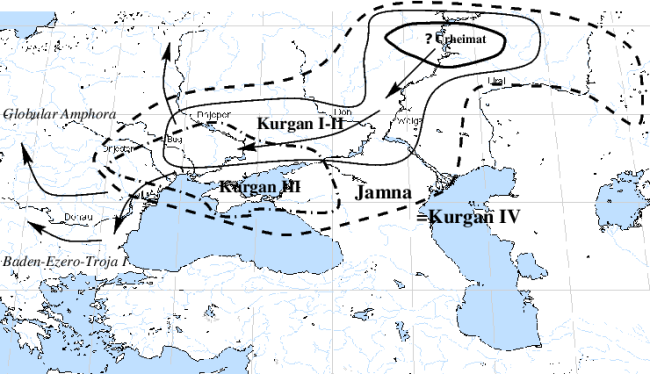
De fyra på varandra följande kurgankulturerna (Kurgan I–IV) enligt Marija Gimbutas schema.

Kurganhypotesen är en hypotes som behandlar vilken arkeologisk kultur som utgör utvecklingsområdet för urindoeuropéerna, de hypotetiska talarna av det rekonstruerade urindoeuropeiska språket. Hypotesen presenterades 1956 av den litauisk-amerikanska arkeologen Marija Gimbutas, och den tar sitt namn från kurganer, ett slags gravhög som återfinns på och omkring den pontisk-kaspiska stäppen i dagens Ukraina och sydligaste Ryssland. Gimbutas menade att alla dessa kurganer hör till en gemensam ”kurgankultur” som existerat från cirka  5000 f.Kr. till cirka 3000 f.Kr., varefter kulturen spred sig och ”indoeuropeiserade” dels till Europa, där den gav upphov till stridsyxekulturen eller den snörkeramiska kulturen, dels till Centralasien, där satemspråken tänks ha uppstått (”satemisering”). Gimbutas identifierar fyra successiva ”kurganiserade” kulturer, kallade Kurgan I–IV, och tre spridningsvågor, kallade Våg I–III.
I den efterföljande forskningen har flera andra förslag presenterats där Colin Renfrew är förespråkare för en av de viktigaste alternativen. Här saknar kurgankulturen en betydelse helt och hållet, både för spridningen av det indioeuropeiska språket i Europa, som antas vara äldre och komma från Anatolien, samt för uppkomsten av diverse kulturer, såsom den snörkeramiska kulturen. Trots det har Kurganhypotetsen fortfarande många anhängare.
DNA-forskning har givit stöd för Kurganhypotesen. Forskningen visar att invandring skett från omkring nordöst om Svarta Havet kring 3000 f.Kr.

## Galleri
De indoeuropeiska kulturernas spridning efter urindoeuropéernas splittring, enligt kurganhypotesen:

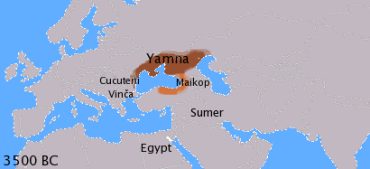
Jamnakulturen eller Kurgan IV och den besläktade Majkop-kulturen innebär kurganiseringens slutstadium, en sen urindoeuropeisk kultur.
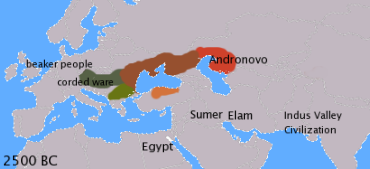
Indoeuropeisering åt väster och öster ger upphov till snörkeramiska kulturen, kentumspråkens urhem, samt Androvnokulturen, satemspråkens urhem.
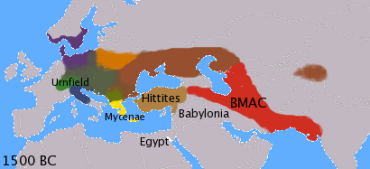
Urkeltiska (urnefältskulturen), urgermanska, uritaliska, urhellenska m.fl. utvecklas i de indoeuropeiserade områdena i väster. I öster migrerar indoiranier (arier) över stora områden.
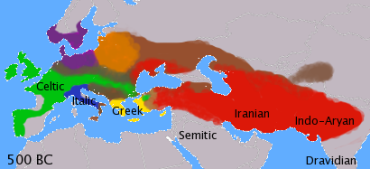
Den klassiska antiken.
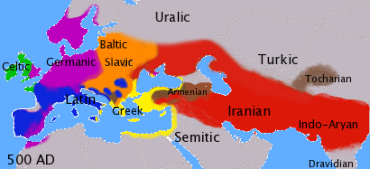
Folkvandringstid. Baltiska och slaviska språk har skilts från varandra.